# 조지아 행진곡

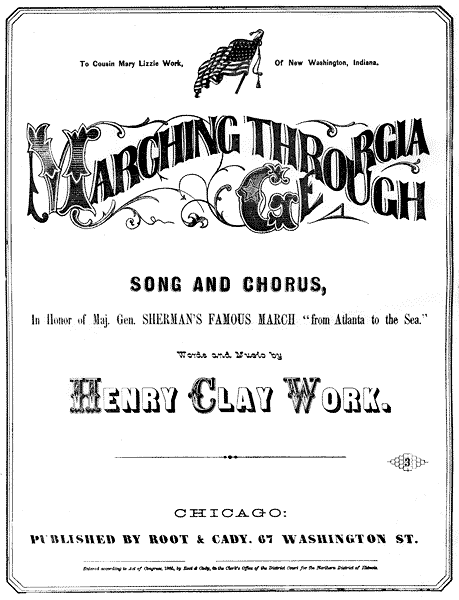
1865년, 〈조지아 행진곡〉 악보 표지.

〈조지아 행진곡〉("Marching Through Georgia")은 미국 남북전쟁 막바지였던 1865년에 헨리 클레이 워크가 만든 행진곡이다. 조지아 행진이란 윌리엄 테쿰세 셔먼 장군의 셔먼의 대행진을 말한다.
신명나는 멜로디 덕분에 내전 종전후 북군 재향군인들 사이에 매우 인기가 높았다. 역설적이게도 셔먼 장군 본인은 자기가 가는 곳마다 이 노래를 불러제낀다는 이유로 〈조지아 행진곡〉을 경멸했다고 알려져 있다. 미국 해외에서도 유명해져, 여순항의 일본 제국 육군, 인도의 영국 육군 등에서도 널리 불리는 등 세계적인 성공을 거두었다.
한국독립군에서는 이 곡을 독립군가로 편곡하기도 했으며, 영국의 정당 자유민주당의 당가인 땅도 이 곡을 원곡으로 사용하였다.

## 가사

### 미합중국 육군 원곡
| 원문 Verse 1 Bring the good old bugle, boys, we'll sing another song Sing it with a spirit that will start the world along Sing it as we used to sing it, 50,000 strong While we were marching through Georgia. Verse 2 How the darkeys shouted when they heard the joyful sound How the turkeys gobbled which our commissary found How the sweet potatoes even started from the ground While we were marching through Georgia. Verse 3 Yes and there were Union men who wept with joyful tears, When they saw the honored flag they had not seen for years; Hardly could they be restrained from breaking forth in cheers, While we were marching through Georgia. Verse 4 "Sherman's dashing Yankee boys will never reach the coast!" So the saucy rebels said and 'twas a handsome boast Had they not forgot, alas! to reckon with the Host While we were marching through Georgia. Verse 5 So we made a thoroughfare for freedom and her train, Sixty miles in latitude, three hundred to the main; Treason fled before us, for resistance was in vain While we were marching through Georgia. Chorus Hurrah! Hurrah! we bring the jubilee! Hurrah! Hurrah! the flag that makes you free! So we sang the chorus from Atlanta to the sea While we were marching through Georgia. | 해석 제1절 옛 나팔을 가져오게 친구들, 다른 노래를 부르세 온 세상 함께할 정신으로 노래를 부르세 5만 강병이 불렀던 그 노래를 부르세 우리가 조지아를 행진하던 그 때. 제2절 환희로운 소리 들은 검둥이들은 함성을 지르고 행보관이 찾아낸 칠면조도 골골거렸다 땅에서 막 캐낸 고구마는 어떠했던가 우리가 조지아를 행진하던 그 때. 제3절 몇 년간 보지 못한 영광의 깃발을 보고 기쁨의 눈물 터뜨린 합중국의 시민도 있었다 폭발하는 그 환호성 억누를 수 없었다 우리가 조지아를 행진하던 그 때. 제4절 "셔먼의 기생오래비 양키들은 해안선에 닿지 못한다!" 뻔뻔스런 반란군들은 지껄이며 뽐을 냈었지 아아! 놈들은 우리를 무시할 수 없었음을 잊지 못하리 우리가 조지아를 행진하던 그 때. 제5절 그리하여 우리는 자유를 위한 신작로를 닦았다 폭은 예순 마일에 길이 삼백 마일의 길이었다 우리를 본 역도들은 저항도 헛되이 달아나 버렸다 우리가 조지아를 행진하던 그 때. 후렴 만세! 만세! 우리가 희년을 불렀다! 만세! 만세! 깃발이 그대를 자유케 하도다! 그래서 우린 노래불렀지 애틀랜타에서 바다까지 우리가 조지아를 행진하던 그 때. |

### 한국 독립군 버전
제1절
신대한국 독립군의 백만용사야
조국의 부르심을 네가 아느냐
삼천리 삼천만의 우리동포들
건질 이 너와 나로다
제2절
원수들이 강하다고 겁을 낼 건가
우리들이 약하다고 낙심할 건가
정의의 날쌘 칼이 비끼는 곳에
이길 이 너와 나로다
제3절
너 살거든 독립군의 용사가 되고
나 죽으면 독립군의 혼령이 됨이
동지야 너와 나의 소원 아니냐
빛낼 이 너와 나로다
제4절
압록강과 두만강을 뛰어 건너라
악독한 원수무리 쓸어 몰아라
잃었던 조국강산 회복하는 날
만세를 불러보세
후렴
나가 나가 싸우러 나가
나가 나가 싸우러 나가
독립문의 자유종이 울릴 때까지
싸우러 나가세

## 참고 자료
- Eicher, David J., The Longest Night: A Military History of the Civil War, Simon & Schuster, 2001, ISBN 0-684-84944-5.
- Erbsen, Wayne, Rousing Songs and True Tales of the Civil War, Native Ground Books & Music, 2008, ISBN 978-1-883206-33-8.